# Гороховецький повіт
Гороховецький повіт — адміністративна одиниця у Владимирській губернії Російської імперії та РРФСР, яка існувала у 1778–1924 роках. Повітове місто — Гороховець.

## Географія
Повіт був розташований на сході Владимирської губернії. Межував із В'язниковським повітом на заході, Муромським на півдні, а також із Костромською губернією на півночі та Нижньогородською на сході. Займав площу 4 352,85 км² (3 825 кв. верст).
Розміщувався на частині територій сучасних Гороховецького, В'язниковського та Муромського районів Владимирської області, Пестяковського та Верхньоландеховського районів Івановської області, Володарського та Павловського районів Нижньогородської області.

## Історія
Повіт було утворено 1778 року у складі Владимирського намісництва (з 1796 — Владимирської губернії). 1924 року ліквідований, більша частина увійшла до складу В'язниковського повіту.

## Адміністративний поділ

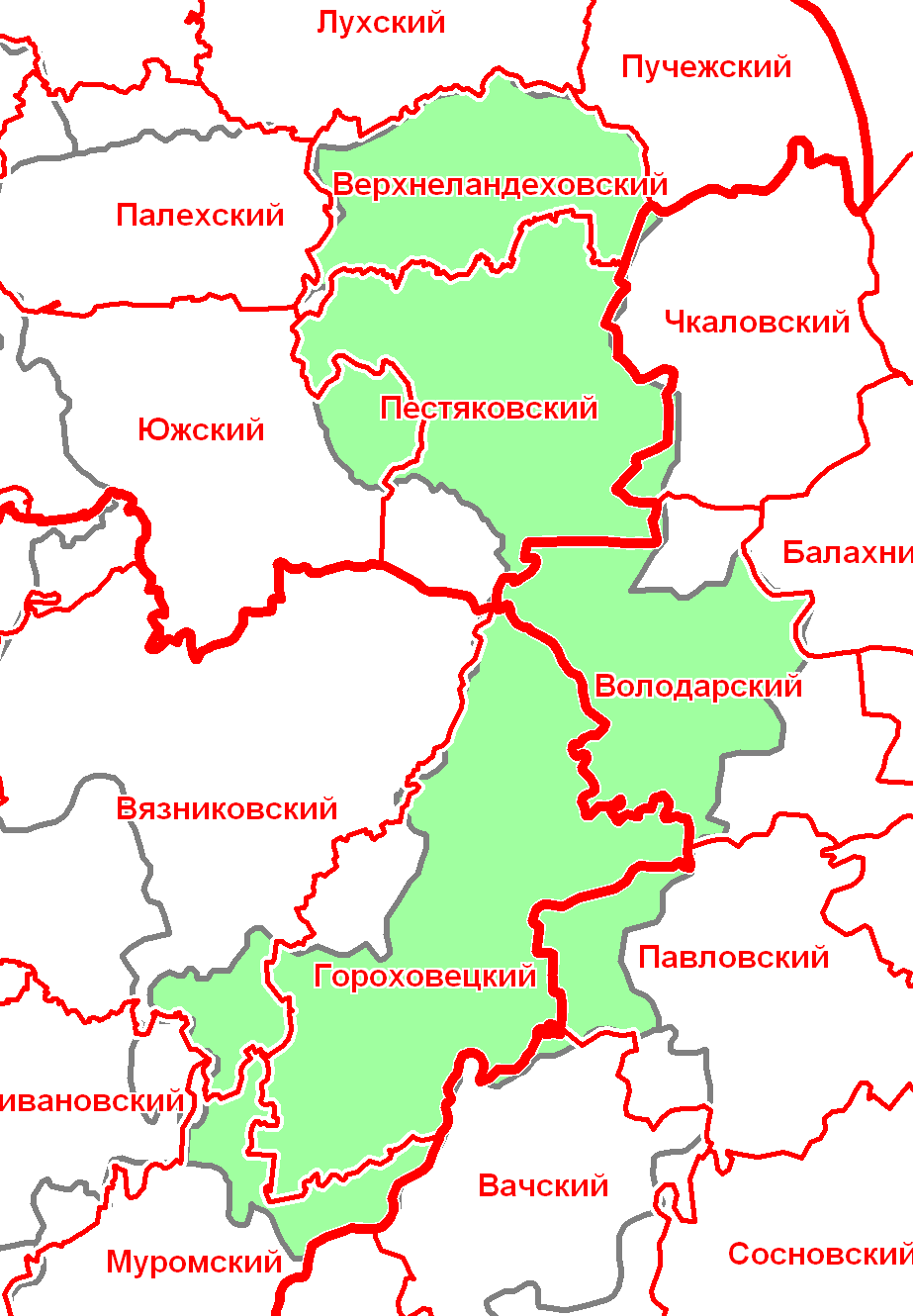
Гороховецький повіт в сучасній сітці районів

1913 року Гороховецький повіт поділявся на 16 волостей:
| - Боровицька волость — с. Боровиці - Гришинська волость — с. Гришино - Верхньо-Ландеховська волость — с. Верхній Ландех - Кожинська волость — с. Кожино - Красносельська волость — с. Красне - Кромська волость — с. Кроми - Мордвинська волость — с. Мордвино - Митська волость — с. Мит - Мячковська волость — с. Мячково - Неверослободська волость — с. Хричево | - Нижньо-Ландеховська волость — с. Нижній Ландех - Пестяковська волость — с. Пестяки - Святська волость — с. Свято - Сергієвська волость — с. Сергієви-Горки - Степаньковська волость — с. Бабасово - Фоминська волость — с. Фоминки |

## Населені пункти
1859 року найбільші населені пункти:
- Гороховець (2 513 чол.)
- Нижній Ландех (1 348 чол.)
- Пестяки (1 317 чол.)
- Мит (843 чол.)
- Татарово (779 чол.)
- Гришино (724 чол.)
- Золіно (712 чол.)
- Верхній Ландех (662 чол.)
- Виєзд (543 чол.)

За переписом 1897 року найбільші населені пункти повіту:
| - місто Гороховець — 2297 чол.; - с. Пестяки — 1550 чол.; - с. Фоминки — 1196 чол.; - с. Татарово — 1011 чол.; - с. Нижній Ландех — 888 чол.; - с. Золіно — 873 чол.; - д. Тараново — 858 чол.; - с. Польцо — 832 чол.; - с. Гришино — 796 чол.; - с. Овинищі — 734 чол.; | - с. Баландіно — 718 чол.; - с. Красне — 666 чол.; - с. Мит — 662 чол.; - с. Верхній Ландех — 630 чол.; - с. Вамна — 621 чол.; - с. Рождествено — 617 чол.; - с. Золотово — 609 чол.; - с. Вел. Бикасово — 607 чол.; - с. Івачево — 597 чол.; - с. Боровиці — 594 чол.; | - с. Реброво — 582 чол.; - с. Злобаєво — 571 чол.; - с. Сосниці — 560 чол.; - с. Старково — 552 чол.; - с. Медведєво — 550 чол.; - с. Щепачиха — 512 чол.; - с. Просьє — 508 чол.; - с. Ожигово — 503 чол. |

## Населення
Населення повіту 1859 року — 86 246 чоловік, за переписом 1897 року у повіті проживало 92 240 жителів (38 860 чоловіків та 53 380 жінок).

## Відомі уродженці
- Булигін Павло Петрович — поет.
- Патолічев Семен Михайлович — повний Георгіївський кавалер, комбриг, герой Громадянської війни.
- Патолічев Микола Семенович — міністр зовнішньої торгівлі СРСР.
- Саваренський Федір Петрович — гідрогеолог, академік АН СРСР.
- Симонов Іван Михайлович — астроном, ректор Казанського університету, один з піонерів Антарктиди.